# Гай Лутаций Катул (консул 242 года до н. э.)
Гай Лута́ций Ка́тул (лат. Gaius Lutatius Catulus; умер, предположительно, вскоре после 241 года до н. э., Рим, Римская республика) — римский военачальник и политический деятель из плебейского рода Лутациев, консул 242 года до н. э. В 241 году до н. э. разгромил карфагенский флот при Эгатских островах, что обеспечило Риму победу в Первой Пунической войне.

## Происхождение
Гай Лутаций принадлежал к плебейскому роду, представители которого могли обосноваться в Риме в первой половине III века до н. э. Известно, что Лутации были богаты и обладали обширными земельными владениями; к 240-м годам до н. э. они могли уже войти в состав римского нобилитета. Тем не менее, Гай Лутаций был «новым человеком», поскольку его предки не занимали должность консула.
Согласно Капитолийским фастам, у отца и деда Гая Лутация был тот же преномен — «Гай». Младшим братом Гая был Квинт Лутаций, носивший прозвище «Церкон» (Cerco), которое стало когноменом для его потомков.

## Биография
Первые упоминания о Гае Лутации в источниках относятся к 242 году до н. э., когда он стал консулом совместно с патрицием Авлом Постумием Альбином. На тот момент уже 22 года шла Первая Пуническая война, причём последние 5 лет военные действия велись исключительно на суше — в Сицилии. Но к началу кампании 242 года до н. э. римляне построили новый флот. Верховный понтифик Луций Цецилий Метелл заявил, что Альбин как фламин Марса не может быть командующим, а потому вести войну выпало Катулу.
В начале лета 242 года до н. э. римский флот появился у берегов Сицилии. Поскольку карфагеняне не ожидали этого, Гай Лутаций смог занять гавань города Дрепаны и начать его осаду, а также блокировать с моря Лилибей. Понимая, что противник вскоре соберётся с силами, Катул активно тренировал своих моряков и сумел повысить их боеспособность.
Карфагенская эскадра под командованием Ганнона в начале марта 241 года до н. э. приблизилась к западному побережью Сицилии. Предполагалось, что она доставит припасы для армии Гамилькара Барки, возьмёт на борт лучших его воинов и после этого вступит в бой с римлянами. Но Гай Лутаций перехватил противника ещё в начале пути и навязал ему бой 10 марта у Эгатских островов. Римский флот оказался сильнее благодаря большей маневренности кораблей и опыту экипажей, а потому одержал убедительную победу: 70 вражеских кораблей были захвачены, 50 — потоплены; 10 тысяч карфагенских моряков оказались в плену. Вскоре Гай Лутаций получил от Гамилькара Барки, имевшего соответствующие полномочия, предложение начать мирные переговоры и ответил согласием.
Поскольку Катул хотел, чтобы именно с его именем связывали славу победного окончания долгой войны, он согласился на относительно мягкие условия мира: Карфаген отказался от Сицилии, обязался не воевать с Сиракузами, отпустить без выкупа римских пленных и выплатить контрибуцию в 2200 талантов серебром за 20 лет. От первоначального требования, чтобы карфагенские солдаты покинули Сицилию безоружными, Квинт Лутаций отказался. Римский сенат эти условия не одобрил и прислал в Сицилию комиссию из 10 сенаторов, чтобы изучить ситуацию на месте. Эти посланцы добились увеличения контрибуции до 3200 талантов, причём выплатить её нужно было уже не за 20 лет, а за 10; после этого договор был ратифицирован.
По возвращении в Рим Катул был удостоен триумфа. Но воевавший вместе с ним пропретор Квинт Валерий Фальтон запросил это отличие для себя, утверждая, что Квинт Лутаций, будучи ранен, всё сражение провёл на носилках, а командовал он. Катул поклялся, что честь победы принадлежит ему. Назначенный судьёй в этом споре Авл Атилий Калатин вынес решение в пользу Гая Лутация, исходя из соображений субординации; при этом, по словам Валерия Максима, «на Валерия не легло пятно бесчестия», и триумф он всё-таки отпраздновал, но на два дня позже, чем Катул (в октябре 241 года до н. э.).
В историографии существуют разные мнения о том, насколько историчен рассказ об этом споре. Он восходит только к двум авторам — Валерию Максиму и Иоанну Зонаре, тогда как Полибий, Диодор Сицилийский, Евтропий и Орозий о Фальтоне молчат. В связи с этим возникло предположение, что данный эпизод — выдумка анналистов (возможно, Валерия Антиата). Согласно другой версии, конфликт между Катулом и Фальтоном действительно имел место и стал проявлением более масштабного конфликта внутри римского нобилитета — между патрициями и плебеями, претендовавшими на исключительную роль в разгроме Карфагена.

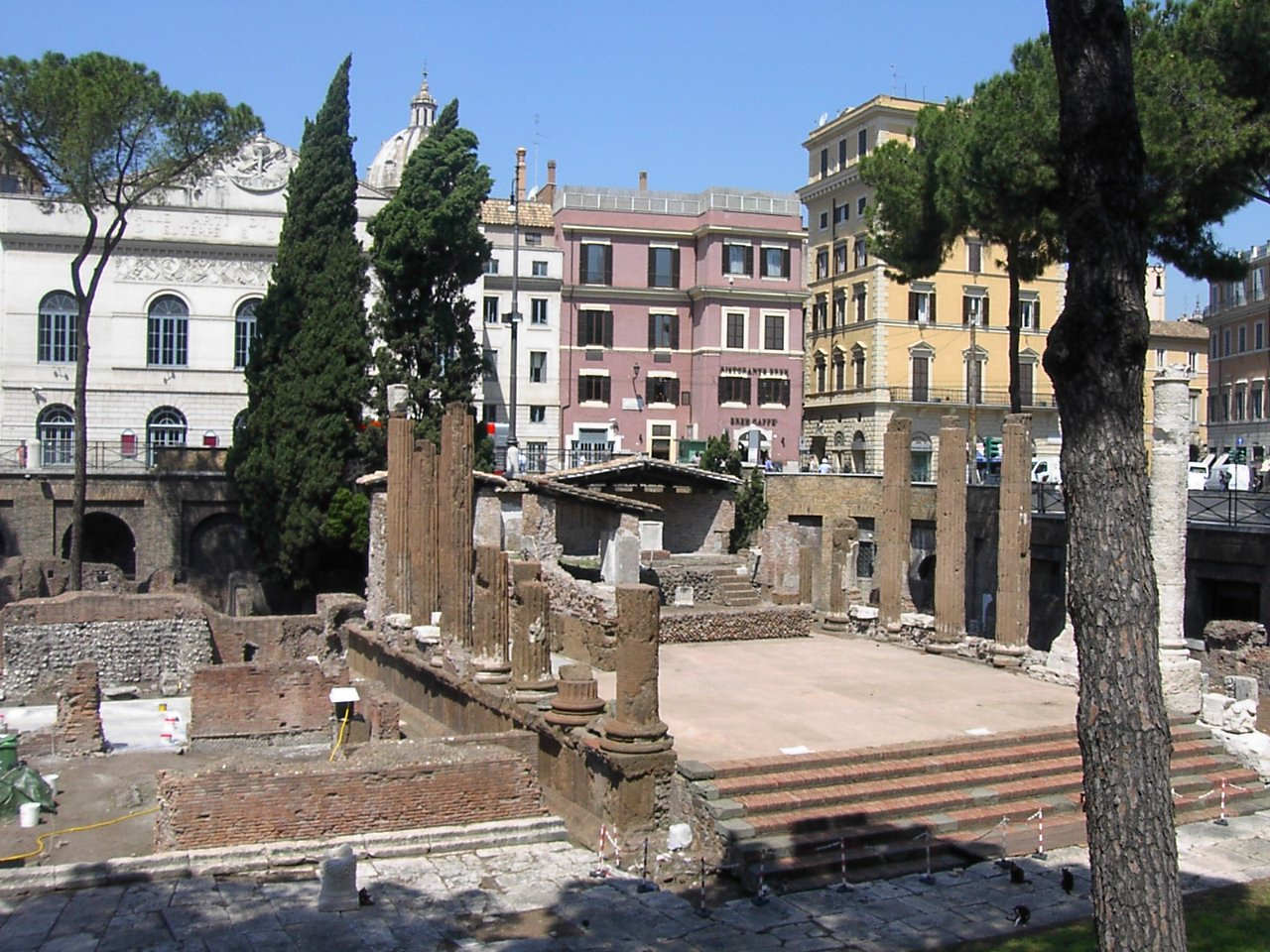
Храм Ютурны, построенный Катулом

О жизни Квинта Лутация после триумфа известно только, что он построил храм Ютурны на Марсовом поле. Предположительно он умер вскоре после 241 года до н. э..
Сыном Гая Лутация был консул 220 года до н. э. того же имени.

## В культуре
Гай Лутаций стал главным героем романа финского писателя Юкки М. Хейккиля (Jukka M. Heikkilä) «Merikonsuli».